# Craft and Folk Art Museum

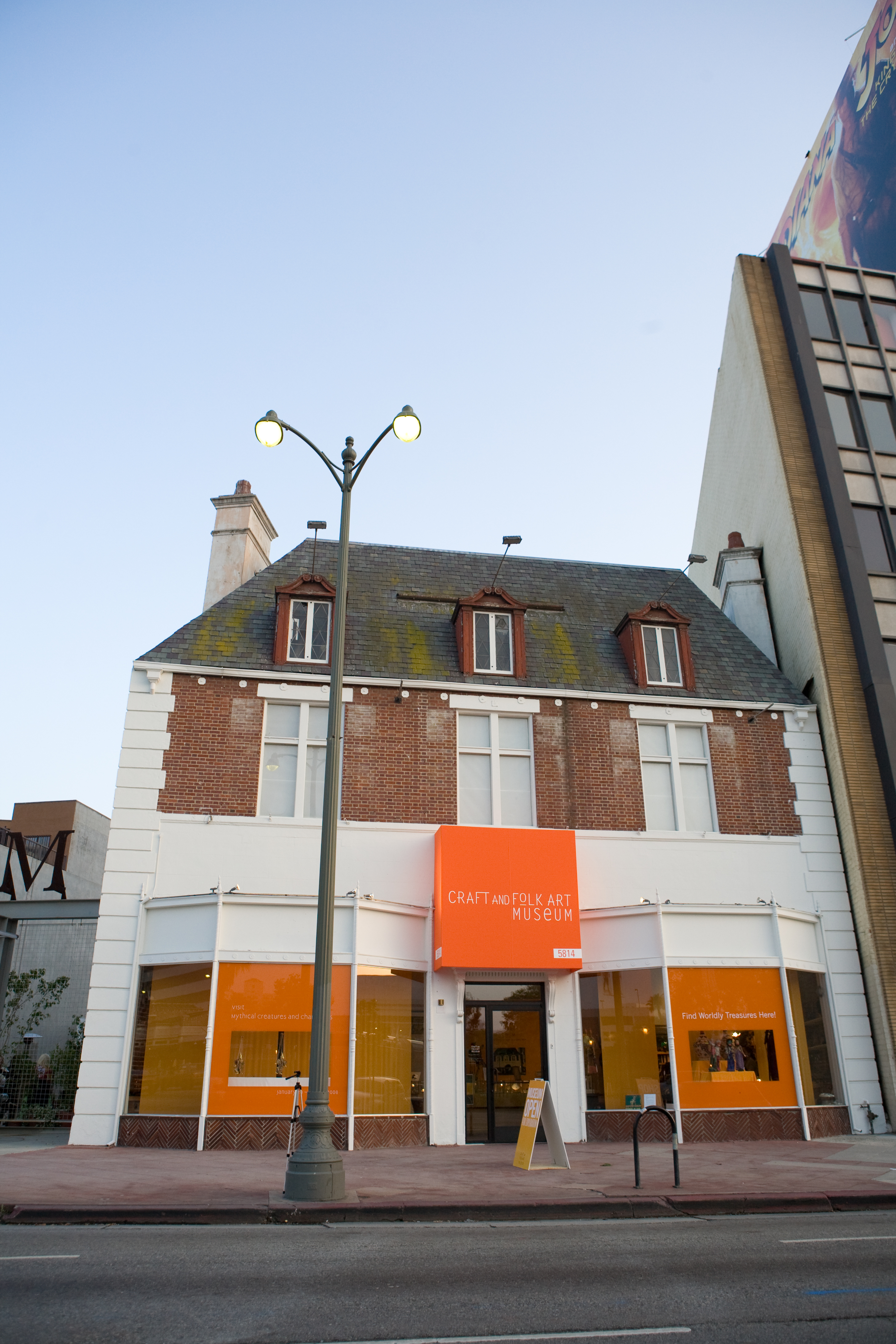
De gevel van het CAFAM, ontworpen door Gilbert Stanley Underwood.

Het Craft and Folk Art Museum (CAFAM) is een kunst- en cultuurmuseum in Los Angeles, in de Amerikaanse staat Californië. Het werd in 1973 opgericht en opende de deuren in 1975. Het is de opvolger van de galerij en restaurant The Egg and the Eye, dat in 1965 in hetzelfde historische gebouw (ontworpen door Gilbert Stanley Underwood) opende. Het museum probeert de bezoekers een nieuwe kijk te bieden op kunst, handwerk en folk.
Het CAFAM ligt aan Wilshire Boulevard, recht tegenover de La Brea-teerputten in het Hancock Park, waar zich ook het Los Angeles County Museum of Art bevindt. Het museum ligt in het gebied van Los Angeles dat bekendstaat als Miracle Mile, een onderdeel van het district Mid-Wilshire.